# محمد بلونيس
معروف باسم (بلونيس) هو قائد جزائري ويلقب عند الفرنسيين أوليفيي olivier

## حياته
ولد محمد بلونيس في 11 ديسمبر 1912 ببرج منايل بولاية بومرداس، درس في المدرسة الفرنسية والكتاتيب الدينية، ألتحق بالحركة الوطنية وحزب الشعب الجزائري  وشارك في مظاهرات 8 ماي 1945 (التي قتل فيها 45 الف متظاهر سلمي) واعتقل عدة مرات وسجن في سجن بربروس إلى غاية التحاقه بالحركة الوطنية الموالية لمصالي الحاج، وعند تأسيس جبهة التحرير الوطني من طرف مجموعة من الوطنيين المتحمسين للثورة المسلحة ضد الاستعمار الفرنسي رأى بلونيس ذلك خيانة وخروجا عن الإجماع الوطني وعن القائد مصالي الحاج الذي كان وفيا له، وفي سنة 1957 آسس بلونيس جيشا مؤلفا من أكثر من 3000 جندي من أجل منافسة جيش التحرير الذراع العسكري لجبهة التحرير الوطني بعدما أسس نواته في عام 1955 وسماه (جيش الشعب الجزائري) وأتخذ من المنطقة الممتدة من الجلفة وبوسعادة منطقة نفوذ ودار الشيوخ شمال الجلفة مقر قيادته وكان هذا الجيش مدعوماً عسكرياً وماليا وسياسياً من طرف فرنسا، جيش بلونيس ارتكب العديد من الانتهاكات والمجازر ضد المواطنين المتعاطفين مع المجاهدين وكان له عدة سجون مثل سجن (البراردة) ومعتقل تامسة وقام بإعدام الآلاف من الجزائريين من انصار جبهة التحرير، وفي عام1957 تم محاصرة بلونيس وجيشه من طرف جيش التحرير وقام بعمليات قوية ضده في مناطق الولاية الرابعة حيث تولى القائد (لخضر الطابلاطي) و (سي مراد) بمحاصرته من جهة بوغار بالمدية وعميروش من جهة المسيلة وسي الحواس من منطقة الصحراء وتولى هؤلاء محاصرة بلونيس وتم الاستيلاء على بعض الجيوب التي كان يديرها ناهيك عن السيطرة الفكرية على أتباعه والتأكيد لهم ان بلونيس ومن معه يعينون فرنسا على بقائها في البلاد، وفي 02 أوغسطس 1958 أذاع صوت الجزائر من القاهرة نبأ مقتل بلونيس، حيث أكد أن جنود جيش التحرير استطاعوا القضاء على بلونيس واكدت جريدة المجاهد بان الرواية الحقيقية لمقتله هي ان جنود جيش التحرير هم من قتلوه وليس حارسه الشخصي كما شاع.

## صراعه مع جبهة التحرير
عند تأسيس جبهة التحرير الوطني من طرف مجموعة من الوطنيين المتحمسين للثورة رأى بلونيس ذلك خيانة وخروجا عن الإجماع الوطني وعن القائد مصالي الحاج في سنة 1957 أسس جيشا مؤلفا من أكثر من 3,000 جندي بعد الانقلاب على حاشي عبد الرحمان من أجل منافسة جيش التحرير الموالي لجبهة التحرير سماه جيش الشعب الجزائري واتخذ من المنطقة الممتدة من الجلفة وبوسعادة منطقة نفوذ ودار الشيوخ شمال الجلفة مقر قيادته وكان هذا الجيش مدعوما عسكريا وماليا وسياسيا من طرف فرنسا ويرى الكثير من المؤرخين الجزائريين فيه مواليا وعميلا لفرنسا وكان تحت امرة الجنرالين الفرنسيين امثال ماسي من أجل قطع طريق الصحراء أمام جبهة التحرير الوطني.

## انتهاكات جيشه
أتهم جيشه بارتكاب العديد من الانتهاكات والمجازر ضد المواطنين الموالين له وكان له عدة سجون مثل سجن «البراردة» ومعتقل تامسة وقيامه باعدام الآلاف من الجزائريين.

## اغتياله
أغتيل سنة 1958 في منطقة سيدي عامر جنوب بوسعادة بعد أن فر من مقر قيادته في دار الشيوخ من طرف عمر بن رمضان مهديد
```
وهناك روايات تقول أن فرنسا من قامت بتصفيته وقد وضعت السلطات العسكرية الفرنسية جثته فوق عربة وطافوا بها تنكيلا وبهجة
```

## شخصية مثيرة للجدل
ويبقى بلونيس من أكثر الشخصيات اثارة للجدل بين المؤرخين حيث هناك من يرى فيه خائن وهناك من يدافع عنه ويرى فيه وطنيا له وجهة نظره الخاصة حول طريقة استقلال الجزائر ولكن توجد له تسجيلات في اليوتيوب يتحدث فيها بوضوح عن أنه يحارب جيش التحرير الوطني التابع لجبهة التحرير ولكن الدولة الجزائرية لا تعترف به كرجل وطني وهناك مجاهد يدعى لطرش لعيد وقد سجن في سجن بلونيس سنت 1957لمدة 3اشهر بتهمة انه تابع لجبهة التحرير الوطني

### المعلومات الكاملة للمراجع
- Dictionnaire biographique de militants nationalistes algériens (بالفرنسية). L'Harmattan. 1985. Archived from the original on 2023-01-27. {{استشهاد بكتاب}}: الوسيط غير المعروف |bnf= تم تجاهله (help), الوسيط غير المعروف |isbn erroné= تم تجاهله (help), and الوسيط غير المعروف |plume= تم تجاهله (help)
- Dictionnaire historique et biographique de la guerre d'Algérie (بالفرنسية). Éditions Jean Curtuchet. 2001. ISBN:9782912932273.
- Vincent Nouzille (2015). Les Tueurs de la République. ISBN:978-2-213-67176-5. 29-31 {{استشهاد بكتاب}}: الوسيط غير المعروف |éditeru= تم تجاهله (مساعدة)